# Известковый Завод (Саратовская область)
Известко́вый Заво́д — посёлок в Озинском районе Саратовской области России. Входит в состав Озинского муниципального образования.

## География
Посёлок находится на расстоянии менее 1 км к западу от рабочего посёлка Озинки, административного центра района.

### Часовой пояс
Посёлок Известковый Завод, как и вся Саратовская область, находится в часовой зоне МСК+1. Смещение применяемого времени относительно UTC составляет +4:00.

## История
Посёлок возник как поселение при известковым заводе.

## Население
| 2002 | 2010 |
| ---- | ---- |
| 53   | ↗58  |

### Национальный состав
Согласно результатам переписи 2002 года, в национальной структуре населения русские составляли 83 % из 53 чел.